# 霍普菲尔德神经网络
霍普菲爾德神经网络(Hopfield neural network)是一种循环神经网络，由约翰·霍普菲尔德在1982年发明。Hopfield网络是一种结合存储系统和二元系统的神经网络。它保证了向局部极小的收敛，但收敛到错误的局部极小值（local minimum），而非全局极小（global minimum）的情况也可能发生。霍普菲尔德网络也提供了模拟人类记忆的模型。

## 构造

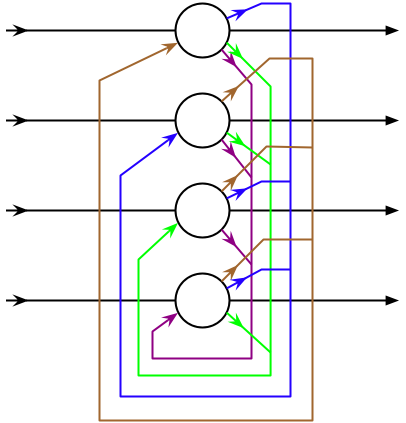
一个有四个节点的Hopfiled网络。

霍普菲尔德网络的单元是二元的（binary），即这些单元只能接受两个不同的值，并且值取决于输入的大小是否达到阈值。Hopfield网络通常接受值为-1或1，也可以是0或者1。输入是由sigmoid函数处理得到的。 sigmoid函数定义为：
{\displaystyle S(t)={\frac {1}{1+e^{-t}}}}，
用于将输入化简为两个极值。
每一对霍普菲尔德网络的单元i和j间都有一对以一定权重（weight）的连接{\displaystyle w_{ij}}。因此，霍普菲尔德网络可被描述为一个完整的无向图{\displaystyle G=<V,f>}，其中{\displaystyle V}是人工神经元集合而 {\displaystyle f:V^{2}\rightarrow \mathbb {R} } 为一函数，其连结(link)单元对(pairs of units)至连接性权重(the connectivity weight)。 
霍普菲尔德网络的连接有以下特征：
- {\displaystyle w_{ii}=0,\forall i} （没有神经元和自身相连）
- {\displaystyle w_{ij}=w_{ji},\forall i,j} （连接权重是对称的）

权重对称的要求是一个重要特征，因为它保证了能量方程（称向函数某一点收敛的过程为势能转化为能量）在神经元激活时单调递减，而不对称的权重可能导致周期性的递增或者噪声。然而，霍普菲尔德网络也证明噪声过程会被局限在很小的范围，并且并不影响网络的最终性能。

## 更新
使用下述公式更新霍普菲尔德中节点的值:
{\displaystyle s_{i}\leftarrow \left\{{\begin{array}{ll}+1&{\mbox{if }}\sum _{j}{w_{ji}s_{j}}\geq \theta _{i},\\-1&{\mbox{otherwise.}}\end{array}}\right.}
公式中：
- {\displaystyle w_{ji}} 是节点j到节点i的权重。
- {\displaystyle s_{i}} 节点i的值（状态s）.
- {\displaystyle \theta _{i}} 节点i的阈值，常为0.

霍普菲尔德的更新有两种方式：
- 异步: 每个更新一个节点。此节点可以是随机选中的，也可是按照预设顺序选中的。
- 同步: 同时更新所有节点的状态。这种更新方式要求系统中具有中央时钟以便维持同步。这种方式被认为是不太现实的，因为在生物或物理系统中常常没有中央时钟（用于保持同步状态，即各个节点常常是自行其是的。）